# Estátua equestre de Marco Aurélio
A Estátua equestre de Marco Aurélio é uma estátua romana antiga no Capitólio de Roma, na Itália. É uma estátua equestre de bronze com 4,24 metros de altura. Embora o imperador esteja montado, ela apresenta muitas similaridades com as tradicionais estátuas em pé de Augusto. A original está abrigada nos Museus Capitolinos e a versão atual, instalada ao ar livre na Piazza del Campidoglio, é uma réplica feita em 1981, quando a original foi removida para restauro.

## Descrição
O tema geral da obra é o do poder e da grandeza divina — o imperador está representado em grandes dimensões e está gesticulando com a mão, como fazia Augusto nos seus retratos. Neste caso, o gesto pode também significar clemência — alguns historiadores argumentam que é possível que uma escultura de um inimigo caído, implorando por misericórdia, estivesse sob o casco erguido do cavalo, uma hipótese baseada em relatos medievais que sugerem que uma figura diminuta de um chefe bárbaro amarrado estivesse sob a pata direita do cavalo. Uma imagem deste tipo destinava-se a retratar o imperador como um conquistador vitorioso. Porém, sem armadura ou armas, Marco Aurélio parece um arauto da paz e não um herói militar, exatamente como ele via a si próprio e o seu reinado.
Ele cavalga sem estribos, uma inovação oriental que ainda não tinha chegado ao ocidente.

## História
A estátua foi instalada em c. 175, mas o local original é tema de debates: o Fórum Romano e a Piazza Colonna (onde está hoje a Coluna de Marco Aurélio) são candidatos.

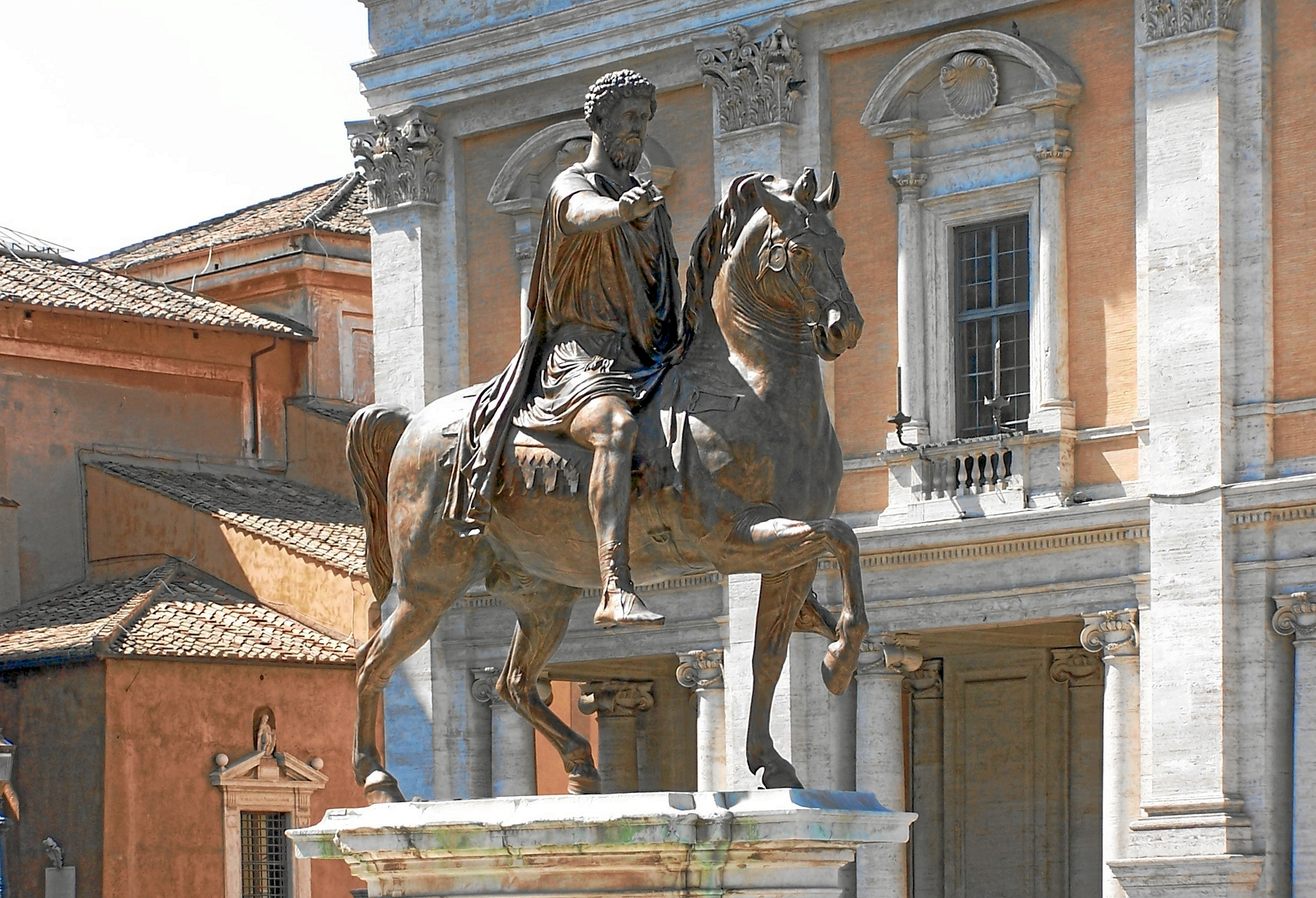
Réplica instalada no centro da Piazza del Campidoglio, no Capitólio, em 1981, quando a estátua original foi retirada para restauro.

Apesar das numerosas estátuas equestres imperiais conhecidas pelas fontes, raros exemplares sobreviveram por causa do costume disseminado de derretê-las para reutilizar o metal para cunhar moedas ou em novas esculturas, principalmente nas fases finais do império. As estátuas romanas eram destruídas também porque os cristãos medievais acreditavam que elas fossem ídolos pagãos. A estátua de Marco Aurélio só não foi derretida porque, na Idade Média, ela foi identificada como sendo do primeiro imperador romano cristão , Constantino I, o Grande. De facto, esta foi a única estátua de bronze de um imperador pré-cristão a sobreviver completa.
No período medieval, era uma das pouquíssimas estátuas romanas a permanecerem em local público. No século VIII, estava em frente ao Palácio de Latrão, de onde ela foi deslocada, em 1538, para a Piazza del Campidoglio (monte Capitolino) justamente quando Michelangelo estava a reorganizar a área.
Na noite de 29 de novembro de 1849, incitada pela revolucionária República Romana, uma procissão instalou a tricolore, a bandeira vermelha-branca-verde (a atual bandeira da Itália), na época um símbolo fortemente subversivo, nas mãos de Marco Aurélio.
A estátua claramente estava revestida a ouro. De acordo com um mito local, a estátua transformar-se-á em ouro novamente no dia do Juízo Final.